# Pelle Alsing
Per Gunnar ”Pelle” Alsing, född 6 juni 1960 i Vantörs församling i Stockholm, död 19 december 2020 i Stockholm, var en svensk trummis som bland annat spelade med musikgruppen Roxette.
Alsing fick sitt genombrott som trummis i Raj Montana Band i början av 1980-talet och blev en etablerad musiker som arbetade med flera av Sveriges största artister som Niklas Strömstedt, Py Bäckman, Ulf Lundell och Lisa Nilsson samt även musikgruppen Ratata. År 1993 spelade han trummor på Killinggängets liveshow I manegen med Glenn Killing på Berns i Stockholm.